# Чернявская, Елена Владимировна
Еле́на Влади́мировна Черня́вская (род. 13 апреля 1978) — российская легкоатлетка, специалистка по многоборьям. Выступала на профессиональном уровне в 1997—2008 годах, победительница Кубка Европы в командном зачёте, многократная призёрка первенств всероссийского значения, участница чемпионата мира в Париже. Представляла Белгородскую область. Заслуженный мастер спорта России.

## Биография
Елена Чернявская родилась 13 апреля 1978 года. Занималась лёгкой атлетикой в Старом Осколе, проходила подготовку под руководством тренера Николая Власова.
Первого серьёзного успеха на международном уровне добилась в сезоне 1997 года, когда вошла в состав российской сборной и выступила на юниорском европейском первенстве в Любляне, где в зачёте семиборья выиграла серебряную медаль.
В 2000 году на Кубке Европы по легкоатлетическим многоборьям в Оулу завоевала бронзовую награду в личном зачёте и тем самым помогла своим соотечественницам выиграть женский командный зачёт. Также в этом сезоне на соревнованиях в Челябинске установила личный рекорд в пятиборье (4451), а на турнире в Туле — в семиборье (6384).
На Кубке Европы 2001 года в Арле досрочно снялась с соревнований, при этом россиянки всё равно выиграли женский командный зачёт. Помимо этого, оказалась шестой на международном турнире Hypo-Meeting в Австрии.
В 2002 году взяла бронзу в пятиборье на зимнем чемпионате России в Москве. На международном турнире Hypo-Meeting в этот раз была седьмой. На Кубке Европы в Быдгоще заняла 11-е место в личном зачёте и стала серебряной призёркой командного зачёта. На летнем чемпионате России в Чебоксарах выиграла бронзовую медаль в семиборье.
На чемпионате России 2003 года в Туле получила серебро. Благодаря этому успешному выступлению удостоилась права защищать честь страны на чемпионате мира в Париже — в программе семиборья набрала 5969 очков, расположившись в итоговом протоколе соревнований на 16-й строке.
В 2004 году на Кубке Европы в Хенгело показала 26-й результат в личном зачёте семиборья и со сборной России стала победительницей командного зачёта.
Завершила спортивную карьеру по окончании сезона 2008 года.
За выдающиеся спортивные достижения удостоена почётного звания «Заслуженный мастер спорта России».